# John Cuff (Politiker)
John Thomas Cuff (* 6. August 1805 in London, Vereinigtes Königreich Großbritannien und Irland; † 6. Dezember 1864, Christchurch, Neuseeland) war ein britisch-gebürtiger, neuseeländischer Sägewerkbesitzer und Politiker.

## Leben
John Thomas Cuff wurde am 6. August 1805 als zweiter Sohn und fünftes Kind der Eheleute John Jackson Cuff und Ann Cuff, geborene Marston, in Greater London geboren. Er hatte insgesamt acht Geschwister.
1853 emigrierte Cuff, der in seiner Heimat Wein- und Spirituosenhändler war, zusammen mit seiner Ehefrau Elizabeth und acht seiner dreizehn Kinder nach Neuseeland, wo er auf der Minerva Lyttelton erreichte und anschließend in Akaroa siedelte. In der Nähe eröffnete er zusammen mit seinem Partner William Cuddon das erste dampfbetriebene Sägewerk auf der Banks Peninsula.
Von 1855 bis 1858 vertrat er den Wahlkreis Akaroa im House of Representatives trat aber noch während seiner Amtszeit zurück. Sein Amtsvorgänger William Sefton Moorhouse gewann die Nachwahlen und übernahm das Amt erneut. Cuff wurde nicht wieder ins Parlament gewählt.
1858 lebte er mit seiner Familie in Takamatua, das seinerzeit German Bay genannt wurde. Ein Jahr später übernahm der das Royal Hotel in Christchurch. Er verstarb dort am 6. Dezember 1864.